# Muralla de les Ventoses
La Muralla de les Ventoses és una obra del municipi de Preixens (Noguera) protegida com a bé cultural d'interès local.

## Descripció
A la part sud del carrer de les Piques trobem el tram de muralla, carrer que limita al seu extrem contrari amb l'església de Sant Pere. El mur salva un desnivell considerable entre els dos carrers del nucli. És un perímetre que envoltava el nucli de les Ventoses amb finalitat defensiva.
Al seu extrem est té una altura de 2,5 metres, i va augmentant gradualment fins a arribar a uns 10 metres en el seu punt màxim. La longitud del tram de muralla és d'uns 80 metres, formant un angle de 165º. La part est de la muralla té una longitud de 60 metres en línia recta, abans de formar l'angle a l'alçada de l'església. El tram de la part oest de l'angle té uns 20 metres de longitud.
El tram final de la part oest de la muralla, transcorre per l'interior d'una antiga casa en estat ruïnós. Una part de la paret d'aquesta antiga casa està unida a la muralla.
A la part frontal de la muralla, es pot apreciar la roca sobre la qual descansa part del mur.

## Història
La primera referència documental que es té de les Ventoses data de l'any 1131, fa referència expressa al castrum de Ventoses. L'origen d'aquest castrum segurament tindria a veure amb l'existència des del darrer quart del segle xi d'una casa forta o masia situada probablement en el punt més elevat del nucli, que dominaria l'antic camí.
A partir del segle xii, a més a més de consolidar-se una trama entorn del castell o casal en una primera fase, aviat el nucli s'estendria cap a l'est, prenent com a eix un carrer principal que enllaçaria amb el camí.
Durant aquest període cal destacar la constància de diversos portals, fet que ens indica l'existència d'un perímetre murallat. Aquesta configuració es mantindria més o menys fins al segle xvii.
Es poden apreciar diverses etapes de rehabilitació a la muralla, però resulta difícil establir unes dates per a elles.